# Frederick Henry Boland
Frederick Henry Boland (Dublín, 11 de enero de 1904-Dublín, 4 de diciembre de 1985) fue un diplomático irlandés, que se desempeñó como embajador de Irlanda ante el Reino Unido y la Organización de las Naciones Unidas. Entre 1960 y 1961 fue presidente de la Asamblea General de las Naciones Unidas, durante el décimo quinto período de sesiones y la tercera sesión especial de la Asamblea.

## Biografía

### Primeros años
Fue educado en colegios de Dublín. Se trasladó a Estados Unidos, estudiando en la Universidad de Harvard, la Universidad de Chicago y en la Universidad de Carolina del Norte en Chapel Hill entre 1926 y 1928 como investigador de Rockefeller.

### Carrera
Comenzó su carrera en 1929 al unirse al Departamento de Asuntos Exteriores irlandés, dejando el departamento entre 1936 y 1939 cuando fue titular de la división de comercio exterior del Departamento de Industria y Comercio. Fue subsecretario del Departamento de Asuntos Exteriores de 1939 a 1946, antes de convertirse en secretario, cargo que mantuvo hasta 1950. Allí lideró las negociaciones en 1949, que cambiaron el estatus de Irlanda de ser miembro de la Mancomunidad de Naciones al de República. En privado, fue crítico de la manera en que el Taoiseach John A. Costello manejó el asunto.
Fue embajador de Irlanda ante el Reino Unido desde 1950 hasta 1956, un cargo generalmente atribuido a su incapacidad para trabajar en armonía con Sean MacBride, ministro de asuntos exteriores. En 1956, se convirtió en el representante permanente de Irlanda ante las Naciones Unidas. Se desempeñaba como presidente de la Asamblea General de las Naciones Unidas el 12 de octubre de 1960, cuando Nikita Jrushchov supuestamente se quitó el zapato y lo golpeó en su escritorio.
Posteriormente, se desempeñó como el 21º canciller del Trinity College (Dublín), entre 1963 y 1982.
Recibió un título honorífico de la Universidad de Dublín.